# HIP 14810
HIP 14810 è una stella nana gialla nella costellazione dell'Ariete, distante dalla Terra 165 anni luce. Attorno alla stella sono stati scoperti tre pianeti extrasolari, HIP 14810 b, HIP 14810 c e HIP 14810 d.

## Caratteristiche fisiche
HIP 14810 è una stella simile al Sole, la massa è quasi la stessa, tuttavia appare più vecchia e le sue dimensioni sono leggermente aumentate, mentre la sua temperatura superficiale è diminuita, essendo di oltre 200 kelvin inferiore a quella solare. È normale per una stella di tipo solare che, col passare del tempo, mentre il rapporto tra idrogeno ed elio nel nucleo diminuisce, aumenti il tasso di fusione e la stella si espanda; lo stesso Sole all'inizio della sua vita in sequenza principale era più piccolo e meno luminoso di quanto non lo sia nell'era attuale. All'avanzare dello stato evolutivo la rotazione delle stelle tende a diminuire, e anche la lenta velocità di rotazione (0,5 km/s) di HIP 14810 conferma che si tratta di una vecchia stella, con un'età attorno agli 8 miliardi di anni.

## Sistema planetario
In orbita attorno alla stella ci sono tre pianeti confermati. Il documento di scoperta per HIP 14810 b (gioviano caldo) e HIP 14810 c è stato pubblicato nel 2007, mentre nel 2009 ne è stato pubblicato un altro per HIP 14810 d insieme a una revisione dei parametri orbitali per il pianeta c.
I tre esopianeti scoperti sono tutti giganti gassosi con orbite relativamente eccentriche; il secondo pianeta si trova a una distanza dalla stella intermedia tra quella di Mercurio e Venere rispetto al Sole. Il terzo e più distante, che orbita in un periodo di 982 giorni, è situato al di fuori della zona abitabile, oltre il limite più esterno. Simulazioni al computer suggeriscono che le orbite di questi pianeti non consentono un'orbita stabile per un'ipotetica super Terra situata nella zona abitabile.
Prospetto del sistema
| Pianeta | Tipo            | Massa         | Periodo orb.  | Sem. maggiore | Eccentricità | Scoperta |
| ------- | --------------- | ------------- | ------------- | ------------- | ------------ | -------- |
| b       | Gioviano caldo  | ≥3,9±0,49 MJ  | 6,674 giorni  | 0,0696 UA     | 0,144        | 2006     |
| c       | Gigante gassoso | ≥1,31±0,18 MJ | 147,75 giorni | 0,549 UA      | 0,157        | 2006     |
| d       | Gigante gassoso | ≥0,59±0,1 MJ  | 981,8 giorni  | 1,94 UA       | 0,185        | 2009     |